# Acosmetia malgassica
Acosmetia malgassica är en fjärilsart som beskrevs av Sir George Hamilton Kenrick 1917. Acosmetia malgassica ingår i släktet Acosmetia och familjen nattflyn. Inga underarter finns listade i Catalogue of Life.